# Лејкланд Хајландс (Флорида)
Лејкланд Хајландс (енгл. Lakeland Highlands) насељено је место без административног статуса у америчкој савезној држави Флорида.

## Демографија
По попису из 2010. године број становника је 11.056, што је 1.501 (-12,0%) становника мање него 2000. године.
| Група             | 2000.          | 2010.         |
| Белци             | 11.444 (91,1%) | 9.402 (85,0%) |
| Афроамериканци    | 310 (2,5%)     | 374 (3,4%)    |
| Азијати           | 208 (1,7%)     | 237 (2,1%)    |
| Хиспаноамериканци | 484 (3,9%)     | 871 (7,9%)    |
| Укупно            | 12.557         | 11.056        |